# Arctosa fessana
Arctosa fessana là một loài nhện trong họ Lycosidae.
Loài này thuộc chi Arctosa. Arctosa fessana được Carl Friedrich Roewer miêu tả năm 1960.